# 제4함대 (일본)
제4함대(第四艦隊 다이욘칸타이[*])는 일본 제국 해군의 부대 중 하나이다. 러일 전쟁 말기에 육군의 사할린 상륙을 지원하기 위해 편성된 부대로 중일 전쟁에서 증원을 위해 편성된 화북 방면으로 진출한 부대, 태평양 전쟁 시 남양 군도 방어를 목적으로 편성된 세 부대가 있었다.

## 역사

### 러일 전쟁
1905년 6월 14일 사할린 작전을 위해 편성되었다. 노후함과 파손된 상태에서 노획한 발틱 함대의 함정을 더해 육군 지원을 위해 사할린으로 향했다. 전쟁은 그후 마무리되었고, 개선 관함식에서의 피로연을 마치고 12월 20일에 해산했다.

### 중일 전쟁
1937년 10월 20일, 상하이에 거주하는 제3함대를 증원할 수 있도록 편제되어 칭다오에 주둔했다. 이 두 개의 함대를 통솔할 수 있도록, 연합 함대에 필적하는 대함대로 지나방면함대가 편성되었다. 청도에 주둔하는 서양 함정을 견제함과 동시에, 황해, 동중국해의 초계 임무를 담당하고 나중에 지나방면함대에 참가하는 제5함대와 같이 실전에 참가하지 않았다. 1939년 11월 15일에 지나방면함대에 속하는 제3, 4, 5함대는 "~ 파견지함대"로 개명했다. 이 때, 제4함대, 제5함대와 순서를 바꿔 ‘제3파견지함대’로 개명했다. 편제된 지 1년 후에는 이미 제5함대 일부 부대를 위임하고 태평양 전쟁에 대비한 출사 준비를 위해 다수의 부대를 제공했다. 1942년 4월 10일 청도 방면 특별근처지대에서부터 종전까지 청도를 거점으로 육전을 전개했다.

### 태평양 전쟁
1939년 11월 15일 이전 제4함대가 ‘제3파견지함대’로 개명하는 동시에 남양 군도의 기지 건설, 지역 조사와 방위에 충당하기에 3대 제4함대를 편성했다. 1940년 11월 15일부터 연합 함대에 편입되었다. 보유 전력은 항만 방어 함정과 정찰 항공대 정도로 ‘이쓰쿠시마’(厳島), ‘야에야마’(八重山), ‘노토로’(能登呂)를 주요 함정으로 했으며, 캐롤라인 제도, 팔라우 제도, 마셜 제도의 방어를 위해 육전용 방비대를 두었다. 군대 구분에서의 취급은, 내남양 방어를 담당하는 내남양 부대로 정해져 있었다. 태평양 전쟁 시작된 후 군대 구분에서 내 남양 외부까지 담당하는 남양 부대와 된 구식 함정을 주력했다. 수상함 기지로 추크 제도, 잠수함 기지로 콰잘레인 환초를 활용했고, 남부 필리핀, 괌 섬, 웨이크섬, 길버트 제도, 동 뉴기니, 비스마르크 제도, 솔로몬 제도의 공략 거점 부대로 기능했다.
웨이크섬 전투나 산호해 해전에서의 실수가 거론된 이노우에 시게요시 사령장관이 경질된 이후에는 자주 사령부가 교체되었다. 외남양 공방이 본격화되기 전에 외남양 방어가 제8함대에 위임되었고, 제4함대는 다시 내남양 부대로 돌아간다. 1943년 말부터 내남양에서도 미군의 반격이 시작되었고, 1943년 11월에 길버트 제도와 타라와가 함락되었으며, 이듬해 1월에는 마샬 군도의 콰잘레인 환초도 함락되었다. 1944년 2월 17일에는 트럭섬 공습으로 인해 중심 거점이 기능이 되지 않자 고바야시 마사시 사령장관이 경질되었다. 연합 함대의 기함은 팔라우에서 퇴각했지만, 여기도 3월말 팔라우 대공습으로 기능이 마비되어 일본군은 내남양의 제해권을 완전히 잃었다. 제4함대의 함대 근거지 수비대로서 의의도 없어졌다.
1944년 3월 4일 일본 해군은 중부태평양방면함대를 신편하여 사이판에 사령부를 뒀다. 이때 제4함대는 그 예하에 들어갔다. 중부 태평양 방면 함대 예하 부대 중 제14항공 함대는 가동되지 못했으며, 실질적으로 제4함대가 전력의 전부였다. 사이판 전투에서 중부태평양방면함대의 사령부는 전멸했고, 원격지에 남겨진 제4함대는 본토의 보급이 완전히 끊겨 전쟁이 끝날 때까지 각 부대가 자력으로 견딜 수밖에 없었다. 추크 제도 등을 항공 정찰 거점으로서 겨우 사용할 정도였다.

## 전투 서열

### 사할린 전투
- 제7전대: 진원, 이키, 오키노시마, 미시마
- 제8전대: 이쓰쿠시마, 하시다테, 마쓰시마
- 제9전대: 조카이, 마야, 아카기, 우지, 제1, 10, 11, 15, 20정대
- 예속: 만주마루, 타이난마루

### 해군대연습
1기 청군
- 기함: 아시가라
- 제5전대: 묘코, 나치, 하구로
- 제9전대: 덴류, 기타가미, 오이, 기소
- 제3수뢰전대: 기누
  - 제4구축대: 아키카제, 호카제, 하카제
  - 제23구축대: 기쿠즈키, 미카즈키, 모치즈키, 유즈키
  - 제30구축대: 무쓰키, 기사라기, 야요이, 우즈키
- 제4수뢰전대: 나카
  - 제7구축대: 아케보노, 오보로, 우시오
  - 제8구축대: 유기리, 아마기리
  - 제11구축대: 시라유키, 하쓰유키
  - 제12구축대: 무라쿠모, 우스구모, 시라쿠모
- 제3잠수전대: 진게이
  - 제19잠수대: 이56, 이57, 이58
  - 제27잠수대: 로65, 로66, 로67
  - 제30잠수대: 이65, 이66, 이67
- 부속: 가모이, 노토로, 나루토, 마미야, 제1항공대
  - 제26구축대: 구리, 니레, 쓰가, 가키

2기 적군
- 제2전대: 아시가라, 센다이, 다이게이
- 제5전대: 1기 때와 같음
- 제7전대: 모가미, 미쿠마
- 제9전대: 1기 때와 같음
- 제3수뢰전대: 1기 때와 같음
- 제4수뢰전대: 1기 때와 같음
- 제3잠수전대: 1기 때와 같음
- 제1항공전대(제1함대 임시차출): 호쇼, 류조
  - 제5구축대: 아사카제, 하루카제, 마쓰카제, 하타카제
- 부속: 가모이, 쓰루미, 이쓰쿠시마

### 중일 전쟁
1938년 2월 1일, 새로 창설된 제5함대로 제19, 14전대로 전속하였다. 제14전대는 제10전대로 서수가 바뀌었다.
- 기함: 아시가라
- 제9전대: 묘코, 나가라
- 제14전대: 덴류, 타쓰타
- 제4수뢰전대: 기소
  - 제6구축대: 후부키급 구축함(히비키, 이키즈치, 이나즈마)
  - 제10구축대: 사기리, 사자나미, 아카쓰키
  - 제11구축대: 후부키, 시라유키, 하쓰유키
- 제5수뢰전대: 유바리
  - 제13구축대: 와카타케, 구레타케, 사나에
  - 제16구축대: 아사가오, 유가오, 후요, 가루카야

#### 1939년 11월 15일
- 제17전대[1]: 지토세, 가모이
- 부속[1]
  - 제30구축대: 무쓰키, 모치즈키

#### 1940년 5월 31일
- 제17전대: 지토세, 가모이
- 제18전대: 다마, 도키와
- 제5잠수전대: 유라
  - 제9잠수대: 이123, 이124
  - 제13잠수대: 이121, 이122
  - 제21잠수대: 로33, 로34
- 부속
  - 제30구축대: 무쓰키, 기사라기 야요이, 모치즈키
  - 아오타카, 노토로
  - 요코하마 해군항공대[2][3]

#### 1940년 11월 15일
- 제18전대: 가시마[4], 덴류, 타쓰타
- 제19전대: 오키시마, 도키와
- 제6수뢰전대: 유바리
  - 제29구축대: 오이테, 하야테, 아사나기, 유나기
  - 제30구축대: 무쓰키, 기사라기, 야요이, 모치즈키
- 제7잠수전대: 진게이
  - 제26잠수대: 로60, 로61, 로62
  - 제27잠수대: 로65, 로66, 로67
  - 제33잠수대: 로63, 로64, 로68
- 제3근거지대
  - 후쿠야마마루, 제55구잠대, 제3방비대, 제7항공대, 특설망루2
- 제5근거지대
  - 제8포함대, 가쓰나가마루, 제4방비대, 제5통신대, 제8항공대

### 태평양 전쟁
- 일본 제국 해군의 전투 서열 (1941년 12월 10일)#제4함대, 태평양 전쟁 발발 당시
- 일본 제국 해군의 전투 서열 (1942년 7월 14일)#제4함대, 미드웨이 해전 이후
- 일본 제국 해군의 전투 서열 (1943년 4월 1일)#제4함대, 과달카날 제도 철수 이후
- 일본 제국 해군의 전투 서열 (1944년 4월 1일)#제4함대, 전시편제제도 개정
- 일본 제국 해군의 전투 서열 (1944년 8월 15일)#제4함대, 마리아나 해전 이후
- 일본 제국 해군의 전투 서열 (1945년 3월 1일)#제4함대, 기쿠스이 작전 직전
- 일본 제국 해군의 전투 서열 (1945년 6월 1일)#제4함대, 말기

## 기록

### 소속
- 연합함대, 1905년
- 지나방면함대, 1937년
- 중부태평양방면함대, 1944년

### 참전
- 러일 전쟁
  - 사할린 전투
- 중일 전쟁
- 태평양 전쟁
  - 웨이크섬 전투
  - 산호해 해전
  - 길버트-마셜 제도 전역
  - 타라와 전투
  - 콰잘레인 전투
  - 트럭섬 공습
  - 팔라우 공습

## 지휘부

### 사령장관
| 계급 | 성명              | 취임일           | 이임일           | 추가 설명                          |
| ---- | ----------------- | ---------------- | ---------------- | ---------------------------------- |
| 중장 | 데와 시게루       | 1905년 6월 14일  | 1905년 12월 20일 | 러일 전쟁                          |
| 중장 | 도요다 소에무     | 1937년 10월 20일 | 1938 11월 15일   | 중일 전쟁                          |
| 중장 | 히비노 마사하루   | 1938년 11월 15일 | 1939년 11월 15일 | 중일 전쟁, 제3견지함대로 재편성됨. |
| 중장 | 가타기리 이에키치 | 1939년 11월 15일 | 1940년 11월 15일 | 태평양 전쟁                        |
| 대장 | 다카스 시로       | 1940년 11월 15일 | 1941년 8월 11일  | 태평양 전쟁                        |
| 대장 | 이노우에 시게요시 | 1941년 8월 11일  | 1942년 10월 26일 | 태평양 전쟁                        |
| 중장 | 사메지마 도모시게 | 1942년 10월 26일 | 1943년 4월 1일   | 태평양 전쟁                        |
| 중장 | 고바야시 마사미   | 1943년 4월 1일   | 1944년 2월 19일  | 태평양 전쟁                        |
| 중장 | 하라 주이치       | 1944년 2월 19일  | 1945년 9월 2일   | 태평양 전쟁                        |

### 참모장
| 계급 | 성명            | 취임일           | 이임일           | 추가 설명                      |
| ---- | --------------- | ---------------- | ---------------- | ------------------------------ |
| 대좌 | 야마다 다닌     | 1905년 6월 14일  | 12월 20일        |                                |
| 대좌 | 고바야시 마사미 | 1937년 10월 20일 | 1938년 9월 1일   | 1937년 12월 1일, 중장으로 승진 |
| 소장 | 아라타 오카     | 1938년 9월 1일   | 1939년 11월 15일 |                                |
| 중장 | 기시 후쿠지     | 1939년 11월 15일 | 1941년 10월 10일 |                                |
| 중장 | 야노 시카조     | 1941년 10월 10일 | 1942년 11월1 일  |                                |
| 소장 | 나베시마 슌사쿠 | 1942년 11월 1일  | 1월 6일          |                                |
| 소장 | 스미카와 미치오 | 1944년 1월 6일   | 13월 30일        |                                |
| 중장 | 아리마 가오루   | 1944년 3월 30일  | 8월 1일          |                                |
| 소장 | 스미카와 미치오 | 1944년 8월 12일  | 1945년 9월 2일   |                                |

## 참고

### 인용
1. 1 2  戦史叢書91 1975, 432쪽.
2. ↑  戦史叢書38 1970, 73쪽.
3. ↑  戦史叢書91 1975, 434쪽.
4. ↑  戦史叢書38 1970, 80쪽.

### 자료
- D'Albas, Andrieu (1965). 《Death of a Navy: Japanese Naval Action in World War II》 (영어). Devin-Adair Pub. ISBN 0-8159-5302-X.
- Dull, Paul S. (1978). 《A Battle History of the Imperial Japanese Navy, 1941-1945》 (영어). Naval Institute Press. ISBN 0-87021-097-1. (가입 필요).
- Lacroix, Eric; Wells, Linton (1997). 《Japanese Cruisers of the Pacific War》 (영어). Naval Institute Press. ISBN 0-87021-311-3.
- 佐藤百太郎 (1970년 10월). 《中部太平洋方面海軍作戦(1)昭和十七年五月まで》. 戦史叢書 (일본어) 38. 朝雲新聞社.
- 野村実 (1979년 12월). 《大本営海軍部・聯合艦隊(1)開戦まで》. 戦史叢書 (일본어) 91. 朝雲新聞社.